# Ambasada RP w Bratysławie
Ambasada Rzeczypospolitej Polskiej w Bratysławie (sł. Veľvyslanectvo Poľskej republiky v Slovenskej republike) – polska misja dyplomatyczna w stolicy Słowacji.

## Podział organizacyjny
- Wydział Polityczno-Ekonomiczny (sł. Politicko-ekonomické oddelenie)
- Wydział Konsularny (sł. Konzulárne oddelenie)
- Referat Administracyjno-Finansowy (sł. Administratívno-finančné oddelenie)
- Ataszat Wojskowy (sł. Atašát obrany)
- Instytut Polski (sł. Poľský Inštitút), Bratysława, nám. SNP 27

## Historia
W okresie międzywojennym funkcjonowała sieć polskich placówek konsularnych:
- Bratysława – konsulat (1925–1938), konsulat generalny (1938–1939), ul. Gundulicowa 12 (1925), ul. Palisady 27 (1938)
- Koszyce – konsulat (1918), wicekonsulat (1922–1924), agencja konsularna (1925–1928), wicekonsulat (1928–1931), który został przeniesiony do Użhorodu[2].

Między 14 marca 1939 a 2 września 1939 na Słowacji akredytowany był polski przedstawiciel w randzie chargé d’affaires.
W okresie Czechosłowacji (1945–1993) w Bratysławie, Polska utrzymywała konsulat generalny (1947–1993).
Po uzyskaniu niepodległości przez Słowację 1 stycznia 1993, Polska ustanowiła stosunki dyplomatyczne z południowym sąsiadem. Od 1993 rząd RP reprezentował chargé d’affaires a.i., a od 1996 ambasador.
Ambasada mieściła się przy ul. Hummelovej 4 (2012–2015), a od 2 listopada 2015 znajduje się przy ul. Paulínyho 7.

## Szefowie placówki
- 1925–1927 – dr Adam Roman Staniewicz, konsul
- 1927–1928 – dr Zygmunt Merdinger, konsul
- 1928–1932 – Zdzisław Marski, konsul
- 1932–1939 – Wacław Łaciński, konsul

- 14 marca 1939 – 2 września 1939 – Mieczysław Chałupczyński, chargé d’affaires

- 1971–1973 – Bolesław Bendek, konsul generalny
- 1977–1980 – Marian Miśkiewicz, konsul generalny
- 1987 – Antoni Górny(inne języki), konsul generalny

- 1991–1992 – Jerzy Korolec, konsul generalny
- 1993–1996 – Jerzy Korolec, ambasador
- 16 kwietnia 1996 – 18 lipca 2003 – Jan Komornicki, ambasador
- 18 lipca 2003 – 1 lipca 2007 – Zenon Kosiniak-Kamysz, ambasador
- 1 lipca 2007 – 25 sierpnia 2008 – Bogdan Wrzochalski, chargé d’affaires a.i.
- sierpień 2008 – 11 stycznia 2009 – Andrzej Krawczyk, chargé d’affaires a.i.
- 12 stycznia 2009 – 14 grudnia 2012 – Andrzej Krawczyk, ambasador
- grudzień 2012 – styczeń 2013 – Małgorzata Wierzbicka, chargé d’affaires a.i.
- 29 stycznia 2013 – kwiecień 2015 – Tomasz Chłoń, ambasador
- kwiecień 2015 – listopad 2015 – Piotr Samerek, chargé d’affaires a.i.
- listopad 2015 – 2018 – Leszek Soczewica, ambasador
- 20 sierpnia 2018 – 7 sierpnia 2023 – Krzysztof Strzałka, ambasador
- 14 października 2023 – 31 lipca 2024 – Maciej Ruczaj, ambasador